# 베스트 오브 데스
《베스트 오브 데스》(To The Death)는 남아프리카에서 제작된 다렐 루트 감독의 1993년 액션 영화이다. 존 바렛 등이 주연으로 출연하였고 아낸트 싱 등이 제작에 참여하였다. 1991년 영화 아메리칸 킥복서의 공식 시퀄이다.

## 출연

### 주연
- 존 바렛

### 조연
- 클라우디아 우디
- 로버트 화이트헤드
- 바보라 텔링거
- 미첼 베스트비어
- 찰스 코민

## 기타
- 미술: 데이비드 마크험